# De Soto (Missouri)
De Soto – miasto w Stanach Zjednoczonych, w stanie Missouri, w hrabstwie Jefferson.